# حاجی ملنگ خروط (زابل)
حاجی ملنگ خروط، روستایی از توابع بخش مرکزی شهرستان هیرمند در استان سیستان و بلوچستان ایران است.

## جمعیت
این روستا در دهستان جهان‌آباد قرار دارد و براساس سرشماری مرکز آمار ایران در سال ۱۳۸۵، جمعیت آن ۵۳۵ نفر (۱۰۳خانوار) بوده‌است.